# Пенингтон (Њу Џерзи)
Пенингтон (енгл. Pennington) град је у америчкој савезној држави Њу Џерзи.

## Демографија
По попису из 2010. године број становника је 2.585, што је 111 (-4,1%) становника мање него 2000. године.
| Група             | 2000.         | 2010.         |
| Белци             | 2.546 (94,4%) | 2.432 (94,1%) |
| Афроамериканци    | 71 (2,6%)     | 47 (1,8%)     |
| Азијати           | 27 (1,0%)     | 46 (1,8%)     |
| Хиспаноамериканци | 32 (1,2%)     | 37 (1,4%)     |
| Укупно            | 2.696         | 2.585         |